# Marja Helander
Marja Helander (* 29. srpna 1965) je finsko – sámská fotografka, výtvarnice a filmařka se zaměřením na témata urbanismu.

## Raný život
Marja Helander se narodila v Helsinkách ve Finsku, kde stále pracuje a žije. Její matka je Finka a otec je Sám z Utsjoki. I když Helander vyrostla v Helsinkách, trávila prázdniny s rodinou svého otce v Utsjoki.

## Vzdělání
V letech 1985–1986 Helander studovala na Helsinské univerzitě. V roce 1986 začala studovat malbu na Limince Art College. V roce 1988 absolvovala Uměleckou školu Liminka a začala studovat výtvarné umění na Lahti Institute of Fine Arts, kde absolvovala v roce 1992. Poté začala studovat fotografii na Univerzitě umění a designu v Helsinkách ve Finsku, kterou absolvovala v roce 1999. Vzhledem k tomu, Helander naučila finsky a ne sámštinu, přestěhovala se na Inari, aby tam studovala sámský jazyk a kulturu na Sámském školském ústavu (Sámi oahpahusguovddáš).

## Ocenění
- 1994 – Finalistka soutěže Fotofinlandia
- 2018 – Cena Risto Jarvy[4][5]